# ترانه‌شناسی مریلین مونرو
این مقاله فهرستی از ترانه‌هایی است که توسط مریلین مونرو ضبط شده‌است و در فیلم‌های او خوانده شده‌است.

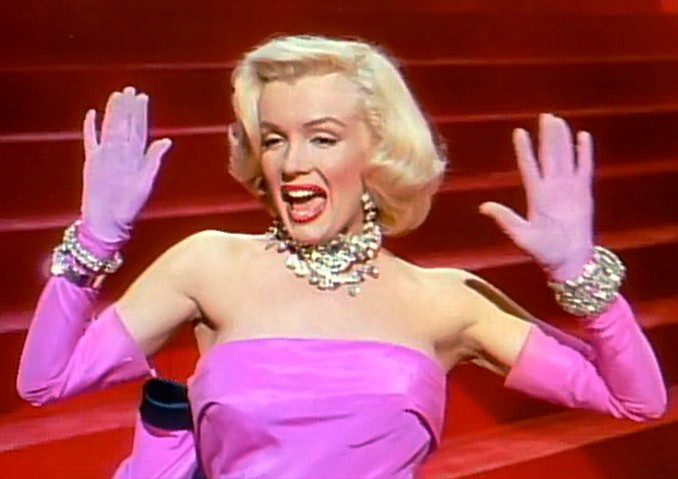
مونرو آهنگ «الماس‌ها بهترین دوست یک دختر هستند» را در فیلم آقایان موطلایی‌ها را ترجیح می‌دهند می‌خواند.

## ترانه‌ها
| سال  | نام ترانه                                      | فیلم/ برچسب (لیبل)                |
| ---- | ---------------------------------------------- | --------------------------------- |
| ۱۹۴۸ | «هر بیبی به یه د د ددی نیاز داره»              | دختران گروه کر                    |
| ۱۹۴۸ | «هر کسی می‌تونه بفهمه من عاشقتم»                | دختران گروه کر                    |
| ۱۹۴۸ | «دختران گروه کر»                               | دختران گروه کر                    |
| ۱۹۵۰ | «اوه، تو چه مرد جوان پیشرفته‌ای هستی»           | بلیط توماهاوک                     |
| ۱۹۵۳ | «بوسه»                                         | نیاگارا                           |
| ۱۹۵۳ | «دو دختر کوچولو از لیتل راک»                   | الماس‌ها بهترین دوست یک دختر هستند |
| ۱۹۵۳ | «هنگامی که عشق اشتباه می‌شه»                    | الماس‌ها بهترین دوست یک دختر هستند |
| ۱۹۵۳ | «بدرود عزیزم»                                  | الماس‌ها بهترین دوست یک دختر هستند |
| ۱۹۵۳ | «الماس‌ها بهترین دوست یک دختر هستند»            | الماس‌ها بهترین دوست یک دختر هستند |
| ۱۹۵۳ | «اون همون‌طور که یه زن باید عمل کنه، عمل می‌کنه» | آرسی‌ای رکوردز                     |
| ۱۹۵۳ | «تو غافل‌گیر خواهی شد»                          | آرسی‌ای رکوردز                     |
| ۱۹۵۳ | «یه عاشقانه خوشایند»                           | آرسی‌ای رکوردز                     |
| ۱۹۵۳ | «بازم انجامش بده»                              | آرسی‌ای رکوردز                     |
| ۱۹۵۴ | «می‌خوام ادعام رو ثابت کنم»                     | رود بی‌بازگشت                      |
| ۱۹۵۴ | «یه دلار نقره‌ای»                               | رود بی‌بازگشت                      |
| ۱۹۵۴ | «پایین توی چمنزار»                             | رود بی‌بازگشت                      |
| ۱۹۵۴ | «رود بی‌بازگشت»                                 | رود بی‌بازگشت                      |
| ۱۹۵۴ | «موج گرما» (آهنگ ایروینگ برلین)                | هیچ شغلی مثل نمایش نیست           |
| ۱۹۵۴ | «تنبل» (آهنگ ایروینگ برلین)                    | هیچ شغلی مثل نمایش نیست           |
| ۱۹۵۴ | «پس از این‌که به اون چیزی که می‌خواستی رسیدی»    | هیچ شغلی مثل نمایش نیست           |
| ۱۹۵۴ | «مردی یه دختر رو تعقیب می‌کنه»                  | هیچ شغلی مثل نمایش نیست           |
| ۱۹۵۶ | «اون جادوی سیاه قدیمی»                         | ایستگاه اتوبوس                    |
| ۱۹۵۷ | «من یه رؤیا پیدا کردم»                         | شاهزاده و شوگرل                   |
| ۱۹۵۹ | «دوندهٔ طوفانی»                                 | بعضی‌ها داغشو دوست دارن            |
| ۱۹۵۹ | «می‌خوام محبوبت باشم»                           | بعضی‌ها داغشو دوست دارن            |
| ۱۹۵۹ | «عاشق شدم»                                     | بعضی‌ها داغشو دوست دارن            |
| ۱۹۵۹ | «بعضی‌ها داغشو دوست دارن»                       | بعضی‌ها داغشو دوست دارن            |
| ۱۹۶۰ | «دلم مال ددی است»                              | بیا عشق بورزیم                    |
| ۱۹۶۰ | «خِبرگی»                                        | بیا عشق بورزیم                    |
| ۱۹۶۰ | «بیا عشق بورزیم»                               | بیا عشق بورزیم                    |
| ۱۹۶۰ | «عاشقانه درمان‌ناپذیر»                          | بیا عشق بورزیم                    |
| ۱۹۶۲ | «تولدت مبارک، آقای رئیس‌جمهور»                  |                                   |